# Machin
A série de selos Machin é a principal série de definitivos do Reino Unido, usada desde 5 de Junho de 1967. É a segunda série de selos britânicos que usa a imagem da Rainha Elizabeth II e foi criada para substituir a série Wilding.

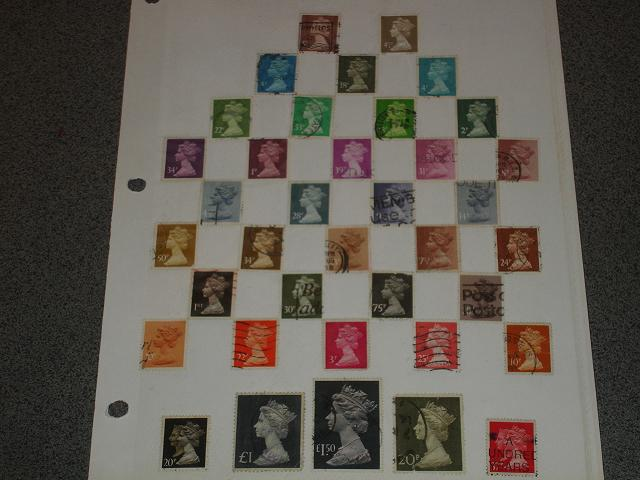
Série de selos definitivos do Reino Unido.

A série de selos apresenta o perfil da Rainha esculpido por Arnold Machin e a inscrição do valor do selo. Geralmente uma única cor é usada no selo.
Depois de quatro décadas de uso, a série já passou por quase todas as mudanças e inovações na impressão dos selos britânicos. Por conta disso, um grande mercado se desenvolveu em torno da série e uma vasta literatura especializada foi escrita.
A efígie da Rainha esculpida por Arnold Machin foi utilizada em moedas do Reino Unido até 1984, quando foi substituída pela efígie esculpida por Raphael Maklouf, que foi substituída em 1998. Entretanto, a efígie utilizada nos selos ainda não foi substituída e as últimas propostas de substituição foram negadas pela própria Rainha.